# Lehe (Emslandi járás)
Lehe település Németországban, azon belül Alsó-Szászország tartományban. Lakosainak száma 1021 fő (2023. december 31.). Lehe Neulehe, Dörpen és Papenburg községekkel határos.

## Népesség
A település népességének változása:
| Lakosok száma | 1042 | 1012 | 988  | 977  | 970  | 1002 | 1021 |
|               | 2014 | 2016 | 2017 | 2019 | 2021 | 2022 | 2023 |